# Brushkana Creek
Der Brushkana Creek ist ein 53 Kilometer langer linker Nebenfluss des Nenana River im US-Bundesstaat Alaska. 

## Flusslauf
Der Brushkana Creek entspringt auf einer Höhe von etwa 1400 m in den Talkeetna Mountains. Er fließt anfangs in überwiegend östlicher Richtung. Nach etwa 20 Kilometern wendet er sich in Richtung Nordnordost. Der Denali Highway kreuzt den Flusslauf 8 Kilometer oberhalb der Mündung. Vier Kilometer oberhalb der Mündung in den Nenana River fließt rechtsseitig der Monahan Creek in den Brushkana Creek. Dieser wendet sich auf den letzten Kilometern nach Westen.
Der Brushkana Creek entwässert ein Areal von ungefähr 600 km².

## Name
1913 dokumentierte F. H. Moffit vom U.S. Geological Survey (USGS) den indianischen Tanana-Name des Flusses.